# Селезян
Селезя́н — село в Еткульском районе Челябинской области. Административный центр Селезянского сельского поселения.

## География
Село находится на берегу одноимённого озера, на расстоянии 16 км к северо-востоку от села Еткуль, административного центра района.

## Население
| 2002 | 2010  |
| ---- | ----- |
| 1377 | ↗1400 |

### Половой состав
По данным Всероссийской переписи, в 2010 году численность населения села составляла 1400 человек (658 мужчин и 742 женщины).

## Улицы
| - ул. 30 лет Победы, - ул. Береговая, - ул. Восточная, - ул. Давыдовой, - ул. Дорожная, - ул. Котлованова, | - ул. Лесная, - ул. Луговая, - ул. Мира, - ул. Новая, - ул. Озёрная, - пер. Северный, | - пер. Сиреневый, - ул. Советская, - ул. Цветущая, - ул. Центральная, - ул. Юбилейная, - ул. Южная. |